# Egumbia catori
Egumbia catori är en fjärilsart som beskrevs av George Thomas Bethune-Baker 1924. Egumbia catori ingår i släktet Egumbia och familjen juvelvingar. Inga underarter finns listade i Catalogue of Life.